# Albert Poensgen (Unternehmer)

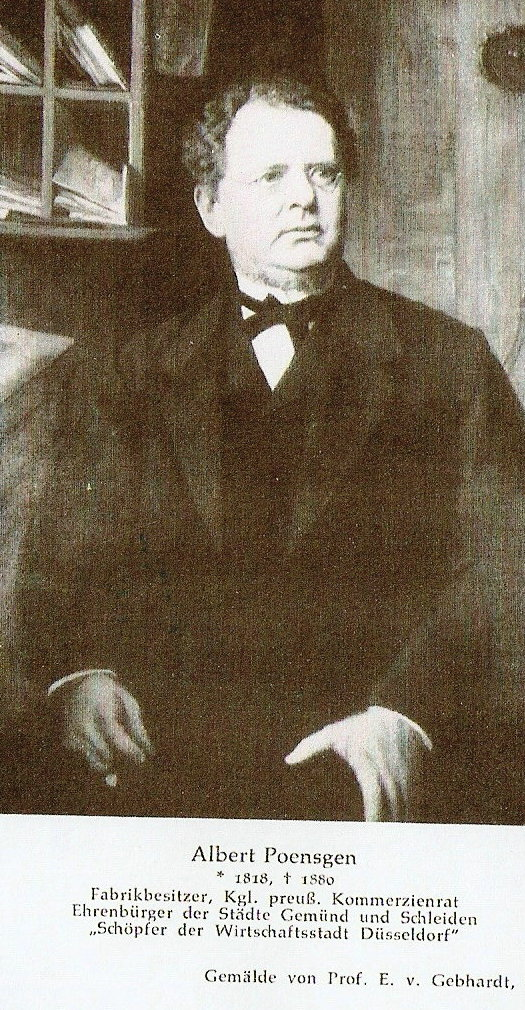
Albert Poensgen

Albert Poensgen (* 6. Juni 1818 in Kirschseiffen bei Hellenthal; † 3. Februar 1880 in Düsseldorf) war ein deutscher Industrieller und Kgl. Preuß. Kommerzienrat. Er stammt von der weitverbreiteten Eifeler Unternehmerfamilie Poensgen ab, die seit Mitte des 15. Jahrhunderts im Raum Schleiden als Reidemeister Eisenhütten betrieb. Einige Linien sind nach Düsseldorf gezogen und waren dort maßgeblich am Aufbau der rheinischen Eisen-, Stahl- und Röhrenindustrie beteiligt.

## Leben und Wirken

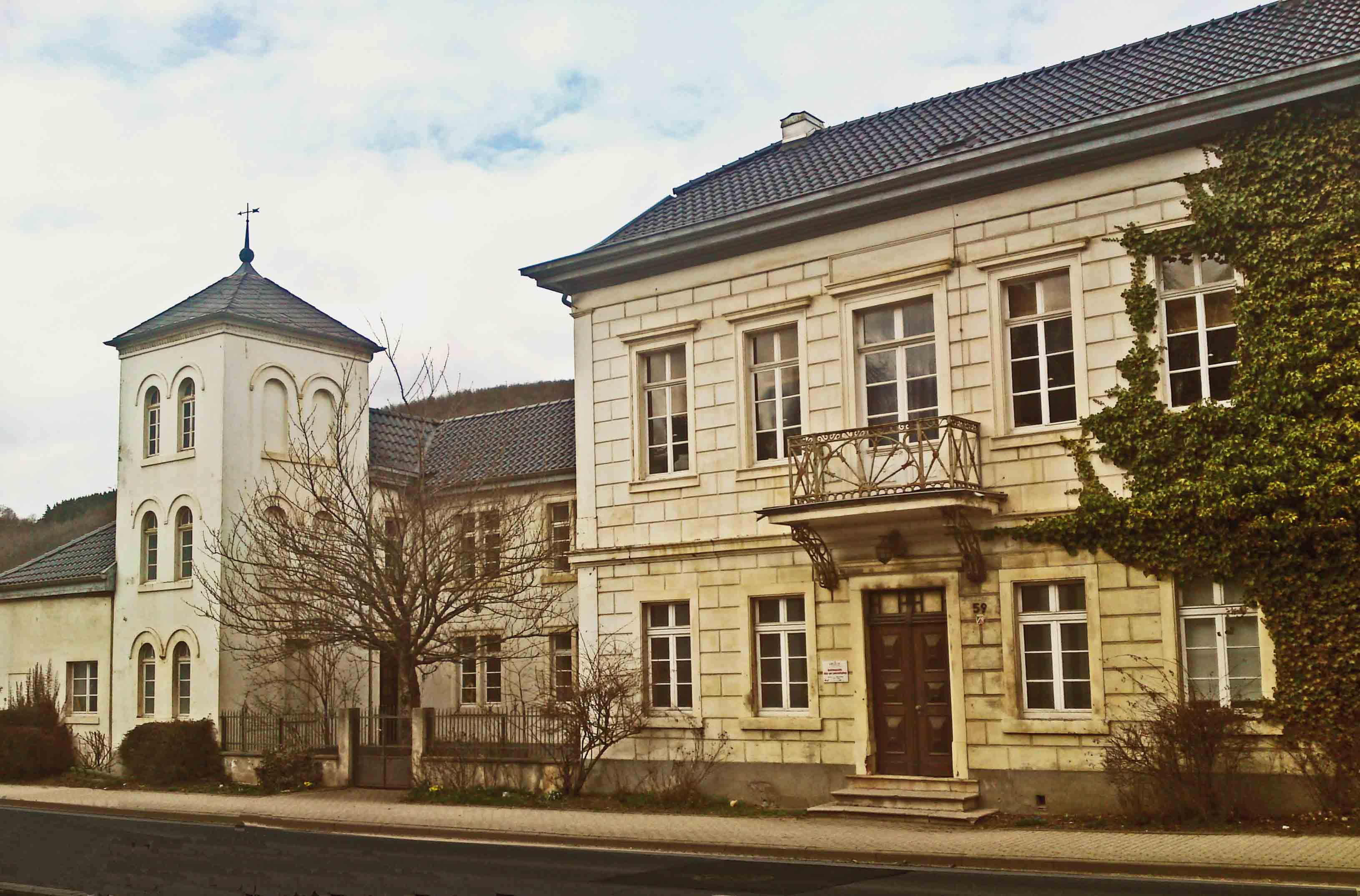
Poensgen-Stammhaus in Schleiden-Gemünd, Kölner Straße 57–59

Albert Poensgen war der Sohn des Dürener Textilfabrikanten Daniel Gisbert Poensgen (1774–1817) und der Gertrud Schmidt. Der Vater starb noch vor Alberts Geburt und hatte 1807, begünstigt durch die englische Kontinentalsperre, in Düren eine Flanellfabrik gegründet. Mit Aufhebung der Kontinentalsperre musste das Unternehmen jedoch liquidiert werden. So konnte Albert Poensgen selbst nur die evangelische Volksschule in Schleiden besuchen. Anschließend begann er bei seinen Verwandten Carl Poensgen (1802–1848) und Reinhard Poensgen, beide Hütten- und Walzwerkbesitzer in Schleiden, eine Lehre. 1840 ging er nach England, um sich mit der dortigen Eisenwalz- und Röhrentechnik vertraut zu machen. Anschließend gründete er mit seinem Schwager Friedrich Wilhelm Schoeller 1845 unter der Firma „Poensgen & Schoeller“ in Mauel bei Gemünd eine Fabrik für schmiedeeiserne Gasröhren. 1850 wurde er Alleininhaber dieser Firma.
Bis Mitte des 19. Jahrhunderts war die Verkehrslage der Eifelhütten zwischen Lüttich und Köln günstig, zumal Erz und Kohle der heimischen Umgebung entnommen werden konnten. Als mit dem technischen Fortschritt die Kapazitäten der Hütten und die Aufnahmefähigkeit der Märkte wuchsen, kamen die Eifelhütten ins Hintertreffen, weil die Erzbasis nicht mehr ausreichte und die Koksverhüttung eine zusätzliche Transportaufgabe stellte. Das war umso nachteiliger, als mit dem Aufkommen des Kokshochofens im Ruhrrevier seit 1850 immer neue Eisenwerke entstanden, die schnell Anschluss an das sich ausbreitende Eisenbahnnetz fanden. Als Poensgens Bemühungen bei den Behörden scheiterten, den Bau einer verkehrsgünstigen Eisenbahn in die Eifel („die Bahn des Herrn Poensgen“) zu initiieren und er in Köln keine passenden Grundstücke fand, verlegte er seine Fabrik am 27. April 1860 von Gemünd nach Düsseldorf. Dort entstand im Ortsteil Oberbilk sein erstes Röhrenwerk, dem 10 Jahre später in Oberbilk und in Lierenfeld Puddel- und Universalwalzwerke folgten.
Sein älterer Bruder Julius Poensgen kam kurze Zeit darauf ebenfalls nach Düsseldorf und errichtete eine Fabrik zur Herstellung von Bleirohren, die sich später zur „Gebr. Poensgen AG“, einem Unternehmen für Wäschereimaschinen, entwickelte. Zwei weitere Angehörige der Familie Poensgens, die Brüder Gustav Poensgen und Rudolf Poensgen verlegten fast um dieselbe Zeit das Hütten- und Walzwerk ihres Vaters Reinhard Poensgen (1792–1848) von Gemünd nach Düsseldorf. So entstanden 1860 in Oberbilk die Mariahütte und ein Walzwerk, mit dem sie vorzugsweise Albert Poensgen versorgten. Schließlich gründete 1864 ein weiterer Verwandter, Carl Poensgen, ein eigenes Stahlwerk in Oberbilk, welches nach dem neuen englischen Bessemerverfahren arbeitete. Somit haben fünf Poensgens Mitte des 19. Jahrhunderts den Sprung aus der Eifel nach Düsseldorf gewagt und einen wichtigen Grundstein für deren künftige Bedeutung als bedeutende Eisen-, Stahl- und Röhrenstadt gesetzt.
Im Jahre 1872 legten Albert, Gustav und Rudolf Poensgen ihre Werke zu einem großen Unternehmen, der „Düsseldorfer Röhren- und Eisenwalzwerke AG, vorm. Poensgen“ zusammen. Nach dem Tode von Albert Poensgen wurde dieses Unternehmen 1910 mit der „Phoenix AG für Bergbau und Hüttenbetrieb“ verschmolzen. Der Ring um den Hauptkern der rheinisch-westfälischen Industrie schloss sich, als 1926 die Phönix-Gruppe mit der Thyssen-Gruppe, den Rheinischen Stahlwerken, der Gelsenkirchener Bergwerks-AG sowie einer Reihe von weiteren Bergwerksunternehmen zur „Vereinigte Stahlwerke AG“ zusammengeschlossen wurde. Dieser aus Eisen-, Stahl- und Bergwerksunternehmen bestehende Montankonzern mit Verwaltungssitz in Düsseldorf wurde damit zu einem der größten deutschen Unternehmen. Ernst Poensgen, Sohn von Carl Poensgen und Enkel mütterlicherseits von Albert Poensgen, gehörte dem Vorstand der „Vereinigte Stahlwerke AG“ seit 1926 zunächst als stellvertretender Vorsitzender, ab 1935 bis Ende 1943 als Vorsitzender an. Helmuth Poensgen, Enkel von Alberts Bruder Julius, war von 1926 bis 1945 ebenfalls Mitglied des Vorstandes der „Vereinigte Stahlwerke AG“.
Die Städte Gemünd und Schleiden ernannten Albert Poensgen, der unter anderem seit 1845 Mitglied des Gemünder Gemeinderates, seit 1850 Beigeordneter, sowie Vorsitzender der Prüfungskommission für Handwerk und Vorsitzender des Turmbauvereins der evangelischen Kirchengemeinde war, am 24. April 1860 zu ihrem Ehrenbürger. In Düsseldorf erinnert die „Albert-Poensgen-Straße“ an ihn. Albert Poensgens Witwe errichtete nach dem Tode ihres Mannes eine Albert-Poensgen-Stiftung über 15.000 Mark, aus deren Zinsen neben der Unterstützung Bedürftiger auch gesellschaftliche und kulturelle Veranstaltungen in ihrer alten Heimat Gemünd unterstützt wurden.

## Familie

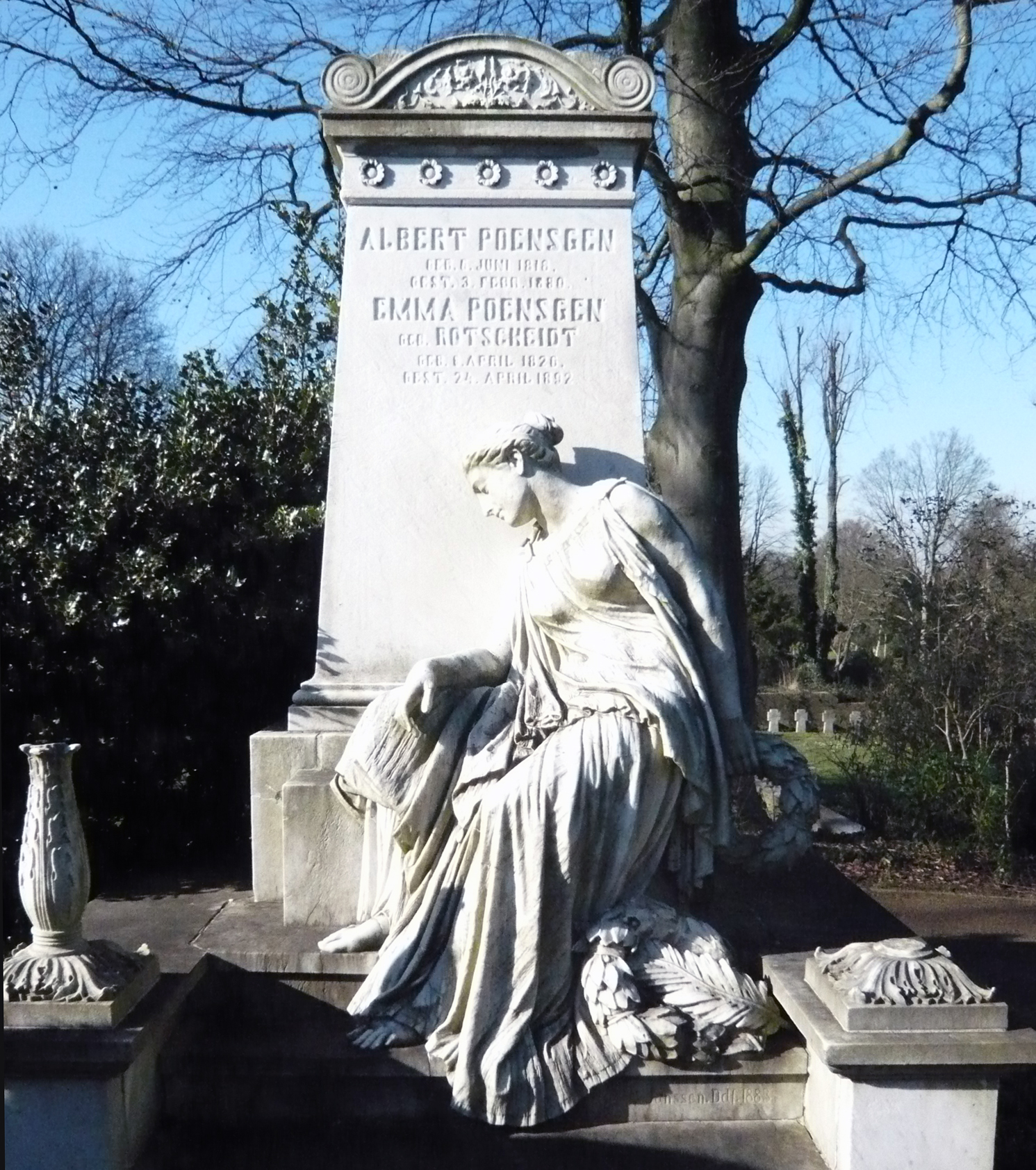
Grabstätte Albert und Emma Poensgen auf dem Nordfriedhof Düsseldorf von Bildhauer Karl Janssen (2016)

Albert Poensgen war verheiratet mit Emma Rotscheidt (1828–1892), Tochter des Johann Wilhelm Ludolf Rotscheidt, Reidemeister und Großgrundbesitzer zu Gemünd. Zusammen hatten sie sieben Kinder, 5 Söhne und zwei Töchter, darunter sein Sohn Albert Poensgen, Mediziner sowie Gründungs- und Führungsmitglied mehrerer Institutionen der Deutschen Kolonialgesellschaft, die Tochter Clara Poensgen (1846–1910), eine Förderin der Düsseldorfer Künste und der damals einsetzenden Frauenbewegung. Sie war in Düsseldorf verheiratet mit oben erwähnten Carl Poensgen aus der Schleidener Linie. Der jüngste Sohn Paul (1861–1920) wurde Landwirt, war seit 1889 mit Aline Geselschap (1866–1931) verheiratet, und kaufte 1890 das Rittergut Garath und durchbrach dort erstmals die Pächterwirschaft.